# Dave Pegg
Dave Pegg, född 2 november 1947 i Birmingham, England, är en brittisk basist, kompositör och sångare.
Efter ha spelat i ett antal mindre kända grupper i Birmingham och under en kort period i Ian Campbell Folk Group ersatte Pegg 1970 Ashley Hutchings i Fairport Convention, en grupp han fortfarande spelar i. Under 1980-talet spelade Pegg parallellt i gruppen Jethro Tull. Numera är han förutom i Fairport Convention medlem i The Dylan Project, som leds av sångaren Steve Gibbons.
Peggs första soloalbum, The Cocktail Cowboy Goes Alone, utkom 1983. 2007 kom en samlingsbox med material från hans karriär, A Box of Peggs.

## Diskografi (urval)
Soloalbum (tillsammans med vänner)
- The Cocktail Cowboy Goes It Alone (1983)
- Birthday Party (1998)
- A Box of Pegg's (2007)
- Dave Pegg's 60th Birthday Bash (2008)